# Liste der Monuments historiques in Caussols
Die Liste der Monuments historiques in Caussols führt die Monuments historiques in der französischen Gemeinde Caussols auf.

## Liste der Objekte
| Bezeichnung | Beschreibung                                                                                           | Standort                        | Kennzeichnung | Schutzstatus | Datum | Bild |
| ----------- | --- | ------------------------------- | ------------- | ------------ | ----- | ---- |
| Retabel     | Retabel mit dem Tafelgemälde Christus, der heilige Lambert und der heilige Pons, Holz, 15. Jahrhundert | in der Kirche St-Lambert (Lage) | PM06001504    | Classé       | 1910  |      |